# RBU-1000
El RBU-1000 Smerch-3 es un lanzacohetes ruso antisubmarino y antitorpedo de calibre 300 mm. Entró en servicio alrededor de 1962-1963. Es similar en funcionamiento al sistema Hedgehog utilizado durante la Segunda Guerra Mundial pero con una mayor eficiencia. El RBU-1000 está dirigido de forma remota por el sistema de control de incendios de Burya (que también es utilizado por el sistema RBU-6000 ). Está tripulado por tres hombres, dos en la sala de revistas, uno en el centro de control.
El lanzador consta de seis barriles que se cargan automáticamente uno a la vez desde una revista debajo de la cubierta que tiene 60 o 48 rondas por lanzador. El tiempo de reacción del sistema es de aproximadamente dos minutos entre la detección inicial del objetivo y la primera salva que alcanza el objetivo, aunque esto se puede reducir a menos de un minuto si se ingresan previamente algunos datos del objetivo (por ejemplo, profundidad y velocidad). Una salva consiste en 1, 2, 4 o 6 cohetes RGB-10, con un espacio de alrededor de un segundo entre cohetes sucesivos. La recarga lleva alrededor de menos de tres minutos.
Los cohetes viajan en un arco balístico y golpean el agua, se hunden rápidamente y se detienen cuando alcanzan una profundidad establecida en el lanzamiento o al impactar con un objetivo.
El RBU-1000 se usó ampliamente y, a menudo, funcionaría junto con un RBU-6000
Los RBU-1000 se usan actualmente en destructores de clase Kashin (Proyecto 61).
También era equipado para la caza de submarinos, principalmente los submarinos de la Armada de Estados Unidos.
- Datos: Q908161
- Multimedia: RBU-1000 / Q908161